# Pokémon Noir 2 et Blanc 2
Pokémon version noire 2 et Pokémon version blanche 2 (ポケットモンスターブラック2・ホワイト2, Poketto Monsutā Burakku Tsū & Howaito Tsū), couramment appelés Pokémon Noir 2 et Pokémon Blanc 2, sont deux éditions du jeu vidéo de rôle de la série Pokémon développé par Game Freak. Développées par The Pokémon Company et distribuées par Nintendo, les deux versions sont sortis sur Nintendo DS au Japon puis en Europe et en Amérique du Nord en 2012.
Avec Pokémon Noir et Blanc, sortis deux ans plus tôt et dont elles sont les suites directes, ces deux versions forment le pilier de la cinquième génération des principaux jeux vidéo de la licence. Le joueur contrôle le jeune protagoniste via une « vue aérienne » et le dirige dans l'ensemble de la région fictive d'Unys (inspirée du Grand New York et du New Jersey). Son but est de capturer, d'entraîner et de faire combattre des créatures fictives appelées « Pokémon » afin d'obtenir le titre de « Maître Pokémon », mais aussi de compléter le Pokédex, un outil numérique qui recense l'ensemble des espèces ainsi que leurs informations relatives après les avoir capturés. Le Pokédex dit « régional » d'Unys compte 301 créatures. Les versions Blanche 2 et Noire 2 sont quasiment identiques.
Elles constituent, par ailleurs, les premières suites de la série principale des jeux vidéo de la licence.

## Synopsis

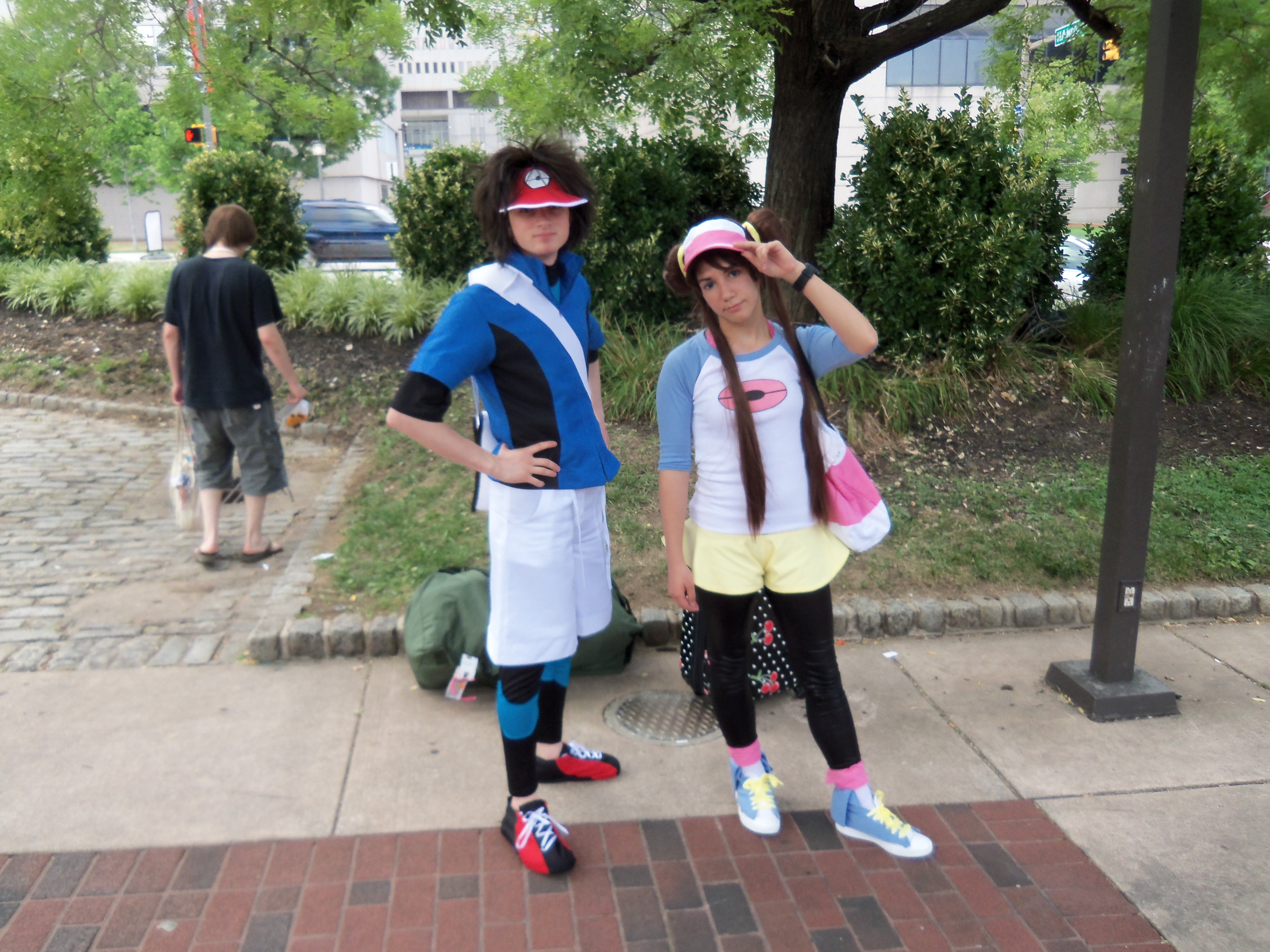
Cosplay de Mélis et d'Écho, les personnages principaux de l'histoire.

L'action de Pokémon Noir 2 et Blanc 2 se déroule, comme pour Pokémon Noir et Blanc, dans la région fictive d'Unys, deux ans après les événements des opus précédents,. La région est toujours inspirée de l'agglomération de New York aux États-Unis. Elle comporte onze villes principales et sept villages reliés par des routes. Certaines zones ne sont accessibles uniquement lorsque le joueur apprend une capacité spéciale à l'un de ses Pokémon. De nouvelles zones sont accessibles une fois la Ligue Pokémon et la Team Plasma vaincues, constituant ainsi le contenu post-fin du jeu.
En fonction du sexe choisi, le protagoniste de Pokémon Noir 2 et Blanc 2 est soit un jeune garçon du nom de Mélis, soit une jeune fille appelée Écho. Pour la première fois depuis le début de la série, le joueur débute dans une grande ville, Pavonnay. Au début du jeu, il/elle se voit offrir son « Pokémon de départ » (« starter » en anglais) entre Vipélierre (de type Plante), Gruikui (de type Feu) et Moustillon (de type Eau) par Bianca, devenue l'assistante de Keteleeria, la Professeure Pokémon de la région. Le rival traditionnel, nommé Matis dans cette version, accompagné de son équipe Pokémon, soutiendra le héros ou l'héroïne tout au long de l'histoire, notamment contre les antagonistes, et l'affrontera à plusieurs reprises lors de combats.
Le joueur entame alors une quête à travers Unys, et comme dans les jeux précédents de la série, capturant les Pokémon sauvages, les entraînant et combattant avec ceux des autres dresseurs Pokémon, avec pour but de d'obtenir le titre de « Maître Pokémon ». Pour cela, il rencontrera dans certaines villes des établissements spéciaux appelées « arènes », à l'intérieur desquelles demeure un champion que le joueur devra battre dans un combat Pokémon pour obtenir un badge. Une fois les huit badges acquis, le joueur sera autorisé à combattre la Ligue Pokémon, qui se compose des meilleurs dresseurs de la région.
En plus de conquérir les arènes et la Ligue Pokémon, le héros doit défaire la Néo Team Plasma, qui a fait scission avec l'ancienne. Cette Néo Team Plasma est emmenée par Ghetis, leader de l'ancienne qui a rejoint le nouveau camp. Son but est de créer une fusion de Kyurem, le dragon légendaire de glace, avec Reshiram ou Zekrom, dragons légendaires de la Réalité ou de l'Idéal, suivant la version jouée, afin de se servir de sa puissance pour conquérir Unys.

## Système de jeu

### Solo
L'objectif ultime du jeu consiste à compléter les 301 entrées du Pokédex, une encyclopédie recensant l'ensemble des espèces de Pokémon.
À l'instar des autres opus de la série, Pokémon Noir 2 et Pokémon Blanc 2 introduisent plusieurs nouveautés notables. Le Pokémon World Tournament (PWT) permet ainsi aux joueurs de participer à une compétition réunissant les champions d'arène et les maîtres de la Ligue issus de toutes les générations précédentes. Une nouvelle activité, le Pokéwood, offre la possibilité d'incarner un acteur au sein de productions cinématographiques fictives. Enfin, le Mode Challenge dans Pokémon Noir 2 et le Mode Assisté dans Pokémon Blanc 2, débloqués après avoir vaincu la Ligue, permettent d'ajuster la difficulté du jeu : le Mode Challenge augmente le niveau des dresseurs adverses pour un défi plus relevé, tandis que le Mode Assisté facilite l'aventure en rendant les combats plus abordables.

### Connectivité
Les jeux Pokémon Noir 2 et Blanc 2 permettent aux joueurs d'échanger des Pokémon entre deux cartouches de jeu. Cette méthode d'échange est nécessaire afin de compléter le Pokédex : en effet, chacune des deux versions comporte des Pokémon exclusifs, rendant nécessaire un échange pour les obtenir sur l'autre jeu. Tout comme Pokémon Noir et Blanc, le jeu comporte le C-Gear rassemblant la connexion infrarouge, la communication sans fil DS et la connexion Wi-Fi Nintendo.

## Développement
Pokémon Noir 2 et Blanc 2 ont été annoncés le 26 février 2012, lors d'un épisode du programme japonais Pokémon Smash!, suivie d'une confirmation internationale sur le site officiel Pokémon.
Alors que la Nintendo 3DS était sortie depuis le 26 février 2011, au Japon, les deux jeux sont sortis un an plus tard sur la Nintendo DS exclusivement. Junichi Masuda a précisé qu'il souhaitait réutiliser le même mode de jeu, car ces versions se déroulent deux ans après les événements des deux opus précédents,.
Les jeux sont les premières suites officielles de l'univers vidéoludique de Pokémon. Ils sortent le 23 juin 2012 au Japon, puis en Europe et en Amérique du Nord en octobre 2012.
Les jeux ont pour mascotte Kyurem. Le Pokémon apparait sous sa forme noire ou blanche, respectivement sur la pochette du même nom.

## Accueil
Le nombre de jeux précommandés s'élèvent à 1,15 million d'exemplaires. En seulement deux jours de commercialisation au Japon, le jeu s'est écoulé à 1 561 738 exemplaires, soit environ un million de copies de moins que son prédécesseur. Le jeu franchit la barre des deux millions d'exemplaires deux semaines après son lancement au Japon.
GamRankings relève la moyenne de 81 % pour le binôme de jeu,. IGN note le jeu avec 9,6/10, Jeuxvideo.com à 17/20, Gamekult à 7/10, GameSpot à 6,5/10.

## Postérité
Les versions Noire 2 et Blanche 2 ont eu des difficultés à s'imposer au sein de la licence Pokémon et ont été étouffées par la sortie de Pokémon X et Y.[réf. nécessaire]